# Sam Bradford
(en) Statistiques sur pro-football-reference
Samuel Jacob « Sam » Bradford, né le 8 novembre 1987 à Oklahoma City (Oklahoma), est un joueur américain de football américain évoluant au poste de quarterback.

## Biographie

### Carrière universitaire
Étudiant à l'Université d'Oklahoma, il a joué pour les Sooners de l'Oklahoma. Il est notamment le vainqueur du trophée Heisman en 2008, mais aussi du Davey O'Brien Award, du trophée Sammy Baugh et du Harley Award la même année. Il est aussi le « joueur universitaire de football américain de l'année » 2008 selon Associated Press. Il subit toutefois une grave blessure à l'épaule lors de la saison 2009, limitant sa saison à 3 matchs.

### Les Rams de Saint-Louis
Il est repêché en 2010 à la 1re place par les Rams de Saint-Louis qui finissaient la saison NFL 2009 avec un bilan catastrophique d'une victoire pour quinze défaites. L'ancien quarterback Marc Bulger de la franchise étant laissé libre, Bradford dispute notamment le rôle de titulaire avec A. J. Feeley et, dans une moindre mesure, Keith Null et Thaddeus Lewis.
Le 30 juillet 2010, il signe un contrat de 78 millions de dollars, comprenant 50 millions garantis, pour 6 ans, soit le plus gros contrat jamais signé pour une recrue dans la NFL. Il devient le quarterback titulaire des Rams lors du début de la 2010.
Entre le 17 octobre et 14 novembre, il ne subit aucune interception durant quatre matchs. Il réalise ainsi le record du plus grand nombre de passes consécutives sans être intercepté pour une recrue (169 passes). Il termine la saison avec 354 passes réussies sur 590 tentatives et devient le quarterback débutant ayant réalisé le plus de passes réussies, battant le record qui appartenait à Peyton Manning en 1998, qui en comptait 326. Il a lancé 3 512 yards pour 18 touchdowns et 15 interceptions. Il est la 3e recrue de l'histoire de la NFL à réaliser plus de 3 000 yards après Peyton Manning et Matt Ryan. Il est nommé recrue offensive de l'année par l'Associated Press à l'issue de la saison.
En août 2014, il se blesse au genou lors après avoir subi un sack d'un match de pré-saison et doit manquer la saison entière.

### Les Eagles de Philadelphie
Le 10 mars 2015, il est échangé aux Eagles de Philadelphie, avec un choix de cinquième tour en 2015, en retour de Nick Foles, un choix de quatrième tour de 2015 et un choix de deuxième tour pour 2016. En 15 matchs avec les Eagles, il a lancé pour 3 725 yards en complétant 65 % de ses passes et réalise 19 passes pour 14 interceptions. Le 1er mars 2016, il prolonge de deux ans son contrat pour 36 millions de dollars.

### Les Vikings du Minnesota
Après avoir joué la pré-saison 2016, les Eagles préfèrent le débutant Carson Wentz plutôt que Bradford pour le poste de titulaire. Ainsi, le 3 septembre, il est échangé aux Vikings du Minnesota en retour de deux choix de draft, dont un choix de premier tour pour 2017. Il est par défaut le quarterback titulaire des Vikings, qui ont acquis ses services à cause d'une blessure de Teddy Bridgewater qui doit manquer toute la saison.

### Les Cardinals de l'Arizona
Le 16 mars 2018, il signe un contrat de deux ans avec les Cardinals de l'Arizona. Ses débuts avec les Cardinals sont difficiles, en perdant les deux premiers matchs comme titulaire, puis lors du troisième match de la saison contre les Bears de Chicago, il est remplacé en faveur du débutant Josh Rosen. Les Cardinals décident de faire de Rosen leur quarterback titulaire et ne font pas jouer Bradford lors des cinq matchs suivants. Il est libéré par les Cardinals le 3 novembre 2018.

## Statistiques
| Année  | Équipe                 | MJ     |                                    | Passes                             | Passes                             | Passes                             | Passes                             | Passes                             | Passes                             | Passes  |       | Courses | Courses | Courses | Courses |
| Année  | Équipe                 | MJ     | Tentées                            | Réussies                           | Pct.                               | Yards                              | TD                                 | Int.                               | Éval.                              | Tentées | Yards | Moy.    | TD      |         |         |
| 2010   | Rams de Saint-Louis    | 16     | 590                                | 354                                | 60,0                               | 3 512                              | 18                                 | 15                                 | 76,5                               | 27      | 63    | 2,3     | 1       |         |         |
| 2011   | Rams de Saint-Louis    | 10     | 357                                | 191                                | 53,5                               | 2 164                              | 6                                  | 6                                  | 70,5                               | 18      | 26    | 1,4     | 0       |         |         |
| 2012   | Rams de Saint-Louis    | 16     | 551                                | 328                                | 59,5                               | 3 702                              | 21                                 | 13                                 | 82,6                               | 36      | 124   | 3,4     | 1       |         |         |
| 2013   | Rams de Saint-Louis    | 7      | 262                                | 159                                | 60,7                               | 1 687                              | 14                                 | 4                                  | 90,9                               | 15      | 31    | 2,1     | 0       |         |         |
| 2014   | Rams de Saint-Louis    |        | Ne joue pas à cause d'une blessure | Ne joue pas à cause d'une blessure | Ne joue pas à cause d'une blessure | Ne joue pas à cause d'une blessure | Ne joue pas à cause d'une blessure | Ne joue pas à cause d'une blessure | Ne joue pas à cause d'une blessure |         |       |         |         |         |         |
| 2015   | Eagles de Philadelphie | 14     | 532                                | 346                                | 65,0                               | 3 725                              | 19                                 | 14                                 | 86,4                               | 26      | 39    | 1,5     | 0       |         |         |
| 2016   | Vikings du Minnesota   | 15     | 552                                | 395                                | 71,6                               | 3 877                              | 20                                 | 5                                  | 99,3                               | 20      | 53    | 2,7     | 0       |         |         |
| 2017   | Vikings du Minnesota   | 2      | 43                                 | 32                                 | 74,4                               | 382                                | 3                                  | 0                                  | 124,4                              | 2       | -3    | -1,5    | 0       |         |         |
| 2018   | Cardinals de l'Arizona | 3      | 80                                 | 50                                 | 62,5                               | 400                                | 2                                  | 4                                  | 62,5                               | 2       | 7     | 3,5     | 0       |         |         |
| Totaux | Totaux                 | Totaux | 2 967                              | 1 855                              | 62,5                               | 19 449                             | 103                                | 61                                 | 84,5                               | 146     | 340   | 2,3     | 2       |         |         |